# Lake of the Dead
Pour plus de détails, voir Fiche technique et Distribution.
Lake of the Dead (De dødes tjern) est un film d'horreur norvégien réalisé par Kåre Bergstrøm, sorti en 1958.

## Fiche technique
- Titre original : De dødes tjern
- Titre anglais : The Lake of the Dead
- Réalisation : Kåre Bergstrøm
- Scénario : André Bjerke
- Musique : Gunnar Sønstevold
- Production : Norsk Film
- Pays d'origine : Norvège
- Langue originale : norvégien
- Genre : film d'horreur, thriller
- Durée : 76 minutes
- Dates de sortie : 
  -  Norvège : 1958

## Distribution
- André Bjerke : Gabriel Mørk
- Bjørg Engh : Sonja
- Henki Kolstad	: Bernhard Borge
- Per Lillo-Stenberg : Bjørn Werner
- Erling Lindahl : Kai Bugge
- Henny Moan : Liljan Werner
- Øyvind Øyen : Bråten
- Georg Richter : Harald Gran
- Leif Sommerstad : Tore Gruvik
- Inger Teien : Eva